# Super Prestige Pernod 1962
De Super Prestige Pernod 1962 was de vierde editie van dit regelmatigheidsklassement in het wielrennen. Ten opzichte van het voorgaande jaar kende de kalender enkele wijzigingen: de Franse etappekoersen Vierdaagse van Duinkerke en Grand Prix du Midi Libre telden niet meer mee voor het klassement en ook de Italiaanse eendagswedstrijd Ronde van de Drie Valleien leverde geen punten meer op. Daarentegen werd de Ronde van Campanië - een andere Italiaanse eendagswedstrijd - aan de kalender toegevoegd. Hierdoor telden er in totaal achttien wedstrijden mee voor de Super Prestige Pernod.
De Nederlander Jo de Roo won het totaalklassement. Hij won in totaal drie wedstrijden, waaronder de laatste twee in oktober. Hierdoor eindigde hij uiteindelijk met 22 punten voorsprong op Jef Planckaert. De Roo was de eerste niet-Fransman die de Super Prestige Pernod won en de eerste Nederlander die een toonaangevend naoorlogs regelmatigheidsklassement op zijn naam schreef: de Challenge Desgrange-Colombo (de voorganger van de Super Prestige Pernod) was nooit gewonnen door een Nederlander.
Emile Daems werd derde en Rik Van Looy vierde. Van Looy behaalde de dubbel (winst in de Ronde van Vlaanderen en Parijs-Roubaix) maar eindigde in geen enkele andere wedstrijd op het podium. 

## Wedstrijden
| Datum           | Koers                                   | Winnaar           |
| --------------- | --------------------------------------- | ----------------- |
| 4 maart         | Nice-Genua (1962)                       | Antonio Bailetti  |
| 19 maart        | Milaan-San Remo (1962)                  | Emile Daems       |
| 29 maart        | Ronde van Campanië (1962)               | Silvano Ciampi    |
| 1 april         | Ronde van Vlaanderen (1962)             | Rik Van Looy      |
| 9 april         | Parijs-Roubaix (1962)                   | Rik Van Looy      |
| 29 april        | Parijs-Brussel (1962)                   | Joseph Wouters    |
| 1 mei           | GP Stan Ockers (Trophée Peugeot) (1962) | Joseph Velly      |
| 7 mei           | Waalse Pijl (1962)                      | Henri De Wolf     |
| 27 april–13 mei | Ronde van Spanje (1962)                 | Rudi Altig        |
| 10–13 mei       | Ronde van Romandië (1962)               | Guido De Rosso    |
| 27 mei          | Bordeaux-Parijs (1962)                  | Jo de Roo         |
| 28 mei–3 juni   | Critérium du Dauphiné Libéré (1962)     | Raymond Mastrotto |
| 19 mei–9 juni   | Ronde van Italië (1962)                 | Franco Balmamion  |
| 24 juni–15 juli | Ronde van Frankrijk (1962)              | Jacques Anquetil  |
| 2 september     | Wereldkampioenschap in Salò (1962)      | Jean Stablinski   |
| 16 september    | Grote Landenprijs (1962)                | Ferdinand Bracke  |
| 7 oktober       | Parijs-Tours (1962)                     | Jo de Roo         |
| 20 oktober      | Ronde van Lombardije (1962)             | Jo de Roo         |

## Eindklassementen

### Individueel
| Plek | Renner           | Punten |
| ---- | ---------------- | ------ |
| 1    | Jo de Roo        | 170    |
| 2    | Jef Planckaert   | 148    |
| 3    | Emile Daems      | 120    |
| 4    | Rik Van Looy     | 110    |
| 5    | Jacques Anquetil | 90     |
| 6    | Imerio Massignan | 80     |
| 7    | Raymond Poulidor | 75     |
| 8    | Franco Balmamion | 70     |
| 8    | Seamus Elliott   | 70     |
| 8    | Jean Stablinski  | 70     |

- Prestige Pernod: Joseph Groussard
- Promotion Pernod: Jean-Claude Lebaube

1959 · 1960 · 1961 · 1962 · 1963 · 1964 · 1965 · 1966 · 1967 · 1968 · 1969 · 1970 · 1971 · 1972 · 1973 · 1974 · 1975 · 1976 · 1977 · 1978 · 1979 · 1980 · 1981 · 1982 · 1983 · 1984 · 1985 · 1986 · 1987